# Festa de Sant Antoni de Vilanova i la Geltrú
La Festa de Sant Antoni de Vilanova i la Geltrú és una festa que se celebra cada 16 i 17 de gener a Vilanova i la Geltrú i que està relacionada amb els Tres Tombs.
La festa té lloc el 17 de gener, i s'estableix com a un dia no laborable a la localitat. Aquesta festa, que també rep el nom de Festa de Sant Antoni Abat, és alhora la festa major d’hivern o festa major petita, en contraposició a la festa major gran que té lloc en honor a la copatrona de Vilanova i la Geltrú a l'estiu.

## Història
El culte a Sant Antoni Abat de Vilanova i la Geltrú prové del segle XII quan l’Església Arxiprestal de Sant Antoni era una petita capella romànica situada al bell mig de la ciutat, i molt abans que es constituís l’actual municipi, que data de l’any 1368, quan s'ajuntaren dos nuclis separats pel torrent de la Pastera, l’antiga Vilanova de Cubelles i el de la Geltrú.
Tres anys abans de la formació de la vila, l’any 1363, es proclamà Sant Antoni Abat com a patró i s'erigí una parròquia al nucli de Vilanova de Cubelles en el seu honor. Fins al s. XVIII, el 17 de gener, dia de l’onomàstica d’aquest sant es celebrava la festa major amb els tradicionals actes d’una festa major d’hivern, com el ritu de protecció dels animals de Sant Antoni.
La construcció de l'església de Sant Antoni Abat es remunta a l’època medieval, ja es troba documentació relativa a aquesta edificació l’any 1363. Després d’estar sotmesa a importants obres de construcció durant els segles XVI i XVII, finalment l’any 1790 s'enderrocà per erigir un nou temple d’estil barroc i neoclàssic.
Aquesta església va patir greus destrosses durant la guerra del 36 al 39, les imatges foren cremades, així que les actuals són incorporacions d’aquesta darrera època.
Al llarg del segle xix, i degut al conjunt de factors socioeconòmics que experimenta el país, i que al Penedès la vinya guanya una importància creixent, les celebracions festives de Sant Antoni van perdent força. Amades assenyala que “La festa major de Vilanova i la Geltrú fou traslladada al dia 5 d’agost en agraïment a la Mare de Déu de les Neus per haver conjurat una plaga que delmava la vinya arreu del Penedès i també perquè escau més celebrar-la en temps de calor que per la hivernada.”
Joan Amades també fa referència a la llegenda de la Mare de Déu, “temps era temps que en tal dia com avui [5 d’agost] va caure a la nostra ciutat una gran nevada. Tota va quedar blanca de neu, menys una petita clapa de la vora de la plaça de Sant Jaume. Creguts que allò era un prodigi del cel, van cercar en el lloc on no hi havia caigut ni un borralló i van trobar-hi una imatge de Maria. Tothom cregué que era senyal celestial que havien d’aixecar-hi una església, a l’altar de la qual van posar aquella imatge que van titular Mare de Déu de les Neus. I fou la titular del temple, consagrat més tard als Sants Just i Pastor, segons la veu de la tradició” i afegeix que “en record d’aquest prodigi, abans, durant la funció religiosa del dia d’avui, simulaven una nevada dins de l'església".
Si tradicionalment la festa major es celebrava el 17 de gener, aquests motius van fer que es traslladés la festa a la Mare de Déu de les Neus, pels volts del 5 d’agost i encara perdura.
Pel que fa als rituals de celebració de la Festa dels Tres Tombs s'han mantingut pràcticament intactes, però el dia gran de la festa, el 17 de gener, tradicionalment es celebrava, un cop finalitzada la desfilada, un sopar de germanor i la rifa d’un porc, però des de fa un temps, el sopar es convertí en un dinar i la rifa d’un porc en la rifa d’una obra artística relacionada amb la festa.
La primera referència escrita de la Festa de Sant Antoni moderna data del 18 de gener de 1851 quan es publicà una notícia en el Diari de Vilanova, que informava sobre un accident que hi hagué durant les curses amb cavalls que es feien pels carrers i que cada any atreien a molt públic. Aleshores, la festa es celebrava amb la benedicció de les cavalleries i carros al centre històric. L’any 1983 va tenir lloc la celebració de la bandera vella que va ser substituïda per una de nova.

## Descripció
El primer acte de la Festa té lloc el primer diumenge de novembre, molt abans de la celebració de la Festa dels Tres Tombs, i s'inicia amb l'elecció del banderer, aquest és un càrrec honorífic escollit per sorteig.
Si bé la festa té lloc el 17 de gener, el dissabte anterior es celebra un ball en el qual es subhasta la “toia”, aquest element festiu és un ram de flors que serveix com a contribució per finançar la festa. L'endemà, diumenge al matí, els banderers de l’any anterior traslladen la bandera fins al Saló de Plens de l’Ajuntament de Vilanova i la Geltrú, on es realitza el pregó dels Tres Tombs i es lliura la bandera al banderer escollit per l’any en curs.
Aquell mateix diumenge a la tarda, es fa un correfoc-cavalcada amb dracs i bèsties de foc anomenat els Tres Tombs de Foc. Aquest esdeveniment es va introduir a la Festa l’any 2000 i consisteix en la celebració d’una cercavila amb foc des de la plaça de l’Església fins a la plaça del Mercat. Durant el recorregut es donen tres tombs pels carrers i finalitza amb un castell de focs.
Si bé, amb anterioritat al cap de setmana central de celebració es celebren una sèrie de rituals, els actes amb més participació i seguiment s'esdevenen els dies 16 i 17 de gener. El dia central de celebració és el mateix dia de Sant Antoni Abat, però la vigília tenen lloc el llançament de diferents morterets i el toc especial de campanes que serveixen per anunciar la festa.
El mateix dia de Sant Antoni, festa local a Vilanova i la Geltrú, la festa s'inicia amb un esmorzar d’escalfament dels participants a la desfilada i tot seguit es realitza el Toc de Crida a ofici a càrrec dels Ministrers de la Vila-nova, al mateix temps es celebra l’arriada de Bandera de l’Associació dels Tres Tombs a l’interior de l’Església Arxiprestal de Sant Antoni Abat.
A continuació té lloc l’Ofici Solemne amb assistència del Vicari General, dels capellans de l’Arxiprestat, de les Autoritats i de l’Associació dels Tres Tombs. Un cop finalitza l’Ofici Solemne, a la Masia d’en Frederic, seu de l’Associació dels Tres Tombs de Vilanova i la Geltrú, s'hi concentren les cavalleries, carros i carruatges, i s'inicia la comitiva cap a la Plaça de Sant Antoni, on a les 12 del migdia es fa la benedicció de les cavalleries, carros i carruatges i es posa en marxa la desfilada pels carrers del poble, que passa per la Plaça de les Neus, els carrers de l’Aigua, Josep Coroleu, Torre d’Enveja, Menéndez Pelayo, Av. De Francesc Macià, Av. De Cubelles, Havana, Rambla Principal i Plaça de les Neus novament, on finalitza el primer tomb per tornar a començar amb el segon tomb amb el mateix itinerari.
A les 2 del migdia, un cop finalitzada la desfilada, a la Rambla Principal, es fa el lliurament de Premis i Trofeus. Algunes de les categories de premis són el primer premi i el premi d’honor a les amazones, al cavall muntat, a l'enganxada lleugera petita, a l'enganxada lleugera gran, al carro agrícola petit, al carro agrícola gran i el premi especial al millor cavall bretó o hispà-bretó.
Quan el lliurament de premis finalitza té lloc el Dinar del Carreter on hi assisteixen tots el components de la cavalcada, antigament, i com ja s'ha esmentat, aquest dinar era un sopar i s'hi rifava un porc, actualment es rifa un obsequi artístic.
En motiu de la festa dels Tres Tombs es programen altres actes i esdeveniments complementaris, com teatre, música i àpats.
Els carruatges, carrosses i cavalls que desfilen són una mostra de gales i obres d’art, i des dels anys 50 són una exhibició etnogràfica. A banda dels membres de la federació, que compta amb un total de 17 carruatges, altres col·lectius s'han sumat a la comitiva, com hípiques de la zona, aficionats eqüestres de procedència andalusa, que hi assisteixen vestits amb indumentària tradicional, i propietaris de cavalls que no són de Vilanova.
Com és tradicional en molts indrets de Catalunya, per Sant Antoni Abat, les pastisseries realitzen el tortell de Sant Antoni, molt semblant al tortell de reis, amb la diferència que aquest porta ratlladura de llimona i canyella i que a l’interior s'hi amaga la figureta d’un animal. A les llars vilanovines és típic menjar aquest tortell de postres.